# Luke Edwards
Luke Edwards (Nevada City, 24 marzo 1980) è un attore statunitense. Attivo fin da bambino, ha acquisito notorietà per il ruolo del "mago" Jimmy Woods ne Il piccolo grande mago dei videogames (1989). Ha poi ottenuto il ruolo del protagonista del film Un lavoro da grande (1994), per cui è stato candidato a un Saturn Award per il miglior attore emergente.

## Filmografia

### Cinema
- Il piccolo grande mago dei videogames (The Wizard), regia di Todd Holland (1989)
- Indiziato di reato - Guilty by Suspicion (Guilty by Suspicion), regia di Irwin Winkler (1991)
- Gli strilloni (Newsies), regia di Kenny Ortega (1992)
- La notte della verità (Mother's Boys), regia di Yves Simoneau (1994)
- Un lavoro da grande (Little Big League), regia di Andrew Scheinman (1994)
- American Pie 2, regia di J. B. Rogers (2001)
- Jeepers Creepers 2 - Il canto del diavolo 2 (Jeepers Creepers 2), regia di Victor Salva (2003)
- Debating Robert Lee, regia di Dan Polier (2004)
- Graphic, regia di Nick Lentz – cortometraggio (2005)
- Devil's Run, regia di Callard Harris e Nat Segaloff – cortometraggio direct-to-video (2008)
- Turn Me On, Dead Man, regia di Adam Blake Carver – cortometraggio (2009)
- Little Odessa, regia di Natan Moss – cortometraggio (2009)

### Televisione
- ABC Afterschool Specials – serie TV, episodio 17x03 (1988)
- I quattro della scuola di polizia (21 Jump Street) – serie TV, episodio 3x11 (1989)
- Steven, 7 anni: rapito (I Know My First Name Is Steven), regia di Larry Elikann – miniserie TV (1989)
- Pappa e ciccia (Roseanne) – serie TV, episodi 2x07-2x09 (1989)
- Molloy – serie TV, 7 episodi (1990)
- Parker Lewis (Parker Lewis Can't Lose) – serie TV, episodio 1x12 (1990)
- Non di questo mondo (Not of This World), regia di Jon Hess – film TV (1991)
- Davis Rules – serie TV, 29 episodi (1991-1992)
- Human Target – serie TV, episodio 1x01 (1992)
- The Yarn Princess, regia di Tom McLoughlin – film TV (1994)
- The Little Riders, regia di Kevin Connor – film TV (1996)
- Undressed – serie TV, 6 episodi (1999)
- Strange World – serie TV, episodio 1x13 (2000)
- Truffa al liceo (Cheaters), regia di John Stockwell – film TV (2000)
- Night Visions – serie TV, episodio 1x11 (2002)
- Senza traccia (Without a Trace) – serie TV, episodio 5x14 (2007)
- Close to Home - Giustizia ad ogni costo (Close to Home) – serie TV, episodio 2x17 (2007)
- Privileged – serie TV, episodio 1x10 (2008)
- NCIS - Unità anticrimine (NCIS) - serie TV, episodio 16x12 (2019)

## Doppiatori italiani
Nelle versioni in italiano delle opere in cui ha recitato, Luke Edwards è stato doppiato da: 
- Simone Crisari in Indiziato di reato - Guilty by Suspicion, Un lavoro da grande, American Pie 2
- Alessandro Tiberi in Steven, 7 anni: rapito
- Perla Liberatori ne Gli strilloni
- Riccardo Niseem Onorato in Jeepers Creepers 2 - Il canto del diavolo 2
- Luca Pistoia ne Il piccolo grande mago dei videogames (ridoppiaggio)
- Fabrizio De Flaviis in Senza traccia
- Emiliano Coltorti in NCIS - Unità anticrimine